# Orange Games
Orange Games was een ontwikkelaar van computerspellen in Nederland die werd opgericht in 1993.

## Bedrijf
De onderneming werd bekend door de ontwikkeling van Jazz Jackrabbit, uitgegeven door Epic Games. Orange Games werd opgericht door Arjan Brussee. Het bedrijf werd in 2000 samengevoegd tot Lost Boys Games, dat in 2003 Guerrilla Games is geworden.

## Spellen
Een selectie van computerspellen uitgebracht door Orange Games:
- Jazz Jackrabbit (1994)
- 2 Fast 4 You (aka BiFi-Race) (1996)
- Battery Check (1998)
- Jazz Jackrabbit 2 (1998)